# Округ Есмералда (Невада)
Есмералда (енгл. Esmeralda County) је округ у америчкој савезној држави Невада.

## Демографија
По попису из 2010. године број становника је 783, што је 188 (-19,4%) становника мање него 2000. године.
| Група             | 2000.       | 2010.       |
| Белци             | 781 (80,4%) | 605 (77,3%) |
| Афроамериканци    | 1 (0,1%)    | 0 (0,0%)    |
| Азијати           | 0 (0,0%)    | 3 (0,4%)    |
| Хиспаноамериканци | 99 (10,2%)  | 120 (15,3%) |
| Укупно            | 971         | 783         |